# 劉昇祚
劉昇祚（？—1652年），號念屯，山西汾州府汾阳县人，明末清初政治人物，同进士出身。

## 生平
天啓四年（1624年）甲子科山西鄉試第三十六名舉人，十年（1637年）登丁丑科會試第二百六十八名，廷試三甲第一百三十六名进士。吏部觀政，十一年二月授山东寿光县知县，十六年调永年县，升刑部主事。清順治二年（1645年）六月山西巡按御史黄徽胤举荐，起任兵部郎中，七年十二月升湖广按察使司佥事，管湖北道参议事。九年十月以接济辰州军需功，升为辰常道参议。十一月辰州城被白文选攻破，取得辰州大捷，劉昇祚被俘後遭碎尸，清廷贈光禄寺卿。

## 家族
曾祖劉然；祖劉潭，壽官；父劉敬宇，冠帶儒士。